# Renealmia wurdackii
Renealmia wurdackii är en enhjärtbladig växtart som beskrevs av Paulus Johannes Maria Maas. Renealmia wurdackii ingår i släktet Renealmia och familjen Zingiberaceae. Inga underarter finns listade i Catalogue of Life.